# 3579 Rockholt
3579 Rockholt (1977 YA) là một tiểu hành tinh vành đai chính được phát hiện ngày 18 tháng 12 năm 1977 bởi M. Lovas ở Piszkesteto.